# Liste der Träger des Verdienstordens des Landes Rheinland-Pfalz/1987
Im Jahr 1987 wurden folgende Personen mit dem Verdienstorden des Landes Rheinland-Pfalz geehrt:
| Ordensträger          | Lebensdaten | Wohnort                | Wirken                                      |
| --------------------- | ----------- | ---------------------- | ------------------------------------------- |
| Heiner Balzar         |             | Höhr-Grenzhausen       |                                             |
| Helmut Becker         |             | Wittlich               |                                             |
| Walter Blank          |             | Dahn                   |                                             |
| Karl Dedecius         |             | Frankfurt am Main      |                                             |
| Rudolf Desch          |             | Sobernheim             |                                             |
| Eugen Eiden           |             | Schillingen            |                                             |
| Hans Georg Emde       | 1919–2013   | Hachenburg             | Politiker (FDP)                             |
| Maria Gerhardt        |             | Bad Kreuznach          |                                             |
| Martin Grassnick      |             | Baden-Baden            |                                             |
| Ingeborg-Marion Grimm |             | Breitscheid-Hochscheid |                                             |
| Hans-Joachim Haase    | 1922–1997   | Klingenmünster         | Nervenarzt und Psychotherapeut              |
| Friedrich Hachenberg  |             | Kastellaun             |                                             |
| Theo Hallet           |             | Bitburg                |                                             |
| Ursula Hasler         |             | Mainz                  |                                             |
| Hansjörg Hausen       |             | Rheinbrohl             |                                             |
| Albert F. Heintz      |             | Bruchmühlbach-Miesau   |                                             |
| Gustav Adolf Held     | 1920–2008   | Kusel                  | Verwaltungsjurist und Politiker (SPD)       |
| Gerhard Hermann       |             | Betzdorf               |                                             |
| Wolfgang Hey          |             | Herrstein              |                                             |
| Walter Hild           |             | Rengsdorf              |                                             |
| Kurt Hülstrunk        |             | Koblenz                |                                             |
| Wilhelm Jung          |             | Mainz                  |                                             |
| Otto Kreher           |             | Pirmasens              |                                             |
| Elfriede Lutz         | 1925–2017   | Ludwigshafen am Rhein  |                                             |
| Konrad Mohr           |             | Koblenz                |                                             |
| Pauline Mohr          |             | Becherbach             |                                             |
| Raymunda Mohr         |             | Koblenz                |                                             |
| Arnd Morkel           |             | Trier                  |                                             |
| Wolfgang Neumann      |             | Vallendar              |                                             |
| Gerhard Postel        | 1941–2012   | Landau in der Pfalz    | evangelischer Geistlicher, Pfarrer          |
| Roland Ries           | 1930–2016   | Trier                  | römisch-katholischer Priester, Domkapitular |
| Josef Ruland          |             | Bonn                   |                                             |
| Jakob Schäfer         |             | Mayen                  |                                             |
| Peter Schneider       |             | Mainz                  |                                             |
| Rosa Schömer          |             | Hermeskeil             |                                             |
| Hanns Simon           | 1908–1989   | Bitburg                | Unternehmer und Brauer                      |
| Hans Peter Stihl      | * 1932      | Remseck-Hochberg       | Unternehmer                                 |
| Margarete Tumbrägel   |             | Mainz                  |                                             |
| Willi Weber           | 1929–2016   | Speyer                 | Prokurist                                   |
| Erich Wertz           |             | Saarburg               |                                             |
| Karl-Heinz Ziehr      |             | Eisenberg              |                                             |